# Glansmyrtörnskata
Glansmyrtörnskata (Sakesphorus luctuosus) är en fågel i familjen myrfåglar inom ordningen tättingar.

## Utbredning och systematik
Glansmyrtörnskata behandlas antingen som monotypisk eller delas in i två underarter med följande utbredning:
- Sakesphorus luctuosus luctuosus – förekommer i centrala och östra Amazonområdet i Brasilien
- Sakesphorus luctuosus araguayae – förekommer i centrala Brasilien (södra avrinningsområdet för Rio Araguaia)

## Status
IUCN kategoriserar arten som livskraftig.